# Rubus adamsii
Rubus adamsii är en rosväxtart som beskrevs av Henri L. Sudre. Rubus adamsii ingår i släktet rubusar, och familjen rosväxter. Inga underarter finns listade i Catalogue of Life.